# Aaron Solowoniuk
Aaron Solowoniuk, född 15 december 1974, är en kanadensisk trumslagare i musikgruppen Billy Talent.
Solowoniuk växte upp i Streetsville och började tidigt spela spela trummor. I high school mötte han Benjamin Kowalewicz och Jonathan Gallant och startade gruppen To Each His Own. Några år senare mötte gruppen Ian D'Sa och tillsammans bildade man gruppen The Other One som senare bytte namn till Pezz. Gruppen bytte senare namn ytterligare en gång och fick nu namnet Billy Talent.
Solowoniuk lider av multipel skleros.